# White Light/White Heat
'White Light/White Heat' és el segon disc de The Velvet Underground. Gravat en uns pocs dies el 1967, aquest disc deixa de costat el costat més pop del primer disc de la banda igual que a Nico i a Andy Warhol, que van ser acomiadats després del primer disc. El disc va ser editat el 1968 pel segell Verve Records.
L'àlbum està ple de feedback i noise, així com lletres que tracten els temes poc convencionals que The Velvet ja havia tractat a The Velvet Underground and Nico (drogues, sexe, transvestisme). És considerat un dels més distorsionats i saturats de la història del rock. El seu so és el més cru de tots els discos de Velvet Underground.

## Llista de cançons
- "White Light/White Heat" (Lou Reed) - 2:47
- "The Gift" (Reed, Sterling Morrison, John Cale, Maureen Tucker) - 8:19
- "Lady Godiva's Operation" (Reed) - 4:56
- "Here She Comes Now" (Reed, Morrison, Cale) - 2:04
- "I Heard Her Call My Name" (Reed) - 4:38
- "Sister Ray" (Reed, Morrison, Cale, Tucker) - 17:27

## Crèdits

### La banda
- Lou Reed - veu, guitarra, piano
- John Cale - vocals, viola, òrgan, baix
- Sterling Morrison - veu, guitarra, baix
- Maureen Tucker - percussió

### Equip tècnic
- Tom Wilson – productor
- Gary Kellgren – enginyer

## Les cançons
El disc obre amb "White Light/White Heat", una molt distorsionada oda a les anfetamines i continua amb "The Gift". En aquesta cançó la banda proveeix una base musical per a la lectura d'un conte de Reed per John Cale. La música i la veu sonen cadascuna en un solo parlant. La part instrumental va sorgir d'improvisacions en viu i s'anomenava "The Booker T" en homenatge a la banda Booker T and the MGs. El tercer track, "Lady Godiva's Operation" és una sinistra transfiguració de la llegenda de Lady Godiva que el mateix Lou Reed ha declarat que és la seva cançó favorita de Velvet Underground.
El costat A del disc tanca amb l'única balada del disc, "Here She Comes Now", però torna a la distorsió en el costat B amb "I Heard Her Call My Name" que inclou dos dels solos de guitarra més distorsionats i rars que s'hagin escoltat i deixa veure a influència del jazz de Ornette Coleman sobre Reed. Aquesta cançó és usualment considerada com un dels millors treballs de guitarra de Reed. L'últim tema és la peça central del disc i la culminació de la primera etapa de la banda.
"Sister Ray" és una cançó de gairebé 18 minuts que comença d'una forma convencional però aviat es converteix en una llarga improvisació plena de soroll, distorsió i feedback en la qual ressalta l'òrgan de John Cale. La cançó, segons el mateix Reed, "té vuit personatges i un tipus és assassinat i ningú fa res. Està construïda al voltant d'una història que vaig escriure sobre una escena de total decadència. M'agrada pensar que Sister Ray és un travesti traficant d'heroïna. La situació és que diversos drag queens es duen a diversos mariners amb ells a la seva casa, els donen heroïna i tenen una orgia que acaba amb l'arribada de la policia" "Sister Ray" va ser gravat en una sola presa i la banda va acordar acceptar qualsevol error que es cometés durant l'enregistrament. Un remor diu que el productor Tom Wilson es va anar durant l'enregistrament de la cançó dient "Avisin-me quan acabin".
El guitarrista Sterling Morrison va comentar que es va sorprendre davant el volum de l'òrgan de John Cale que va ser gravat a través d'un amplificador de guitarra distorsionat i que s'alterna amb la guitarra de Lou Reed per posar-se al capdavant de la cançó. Atès que Cale, usualment al baix de la banda, toca l'òrgan en la cançó, aquesta manca de baix. Cap esmentar que la cançó homònima d'aquest disc va ser gravada temps després com un gran èxit per David Bowie en la seva encarnació de Ziggy Stardust. Temps després Bowie i Lou Reed produirien Transformer, un dels millors discos en solitari de Lou Reed.